# Strike Up the Band (lied)
Strike Up the Band is een lied van George Gershwin op teksten van Ira Gershwin. Het lied was een van hits uit de musical Strike Up the Band van 1927 en werd gezongen door Jim Townsend en Jerry Goff. De musical is een satire op oorlog en militarisme. Het lied is in de loop der jaren een populaire jazzstandard geworden.

## Bijzonderheden
Het thema zoals het uiteindelijk geworden is, ontstond ’s avonds laat in een praktisch leeg hotel in Atlantic City waar de gebroeders Gershwin overnachtten na vergaderd te hebben met Edgar Selwyn over de musical Strike Up the Band. Het was de vijfde keer dat George het thema veranderde.
Het lied werd ook gezongen in de remake van de musical in 1930, nadat de eerste versie van 1927 na twee weken gecanceld werd en in de film Strike Up the Band van 1940 met in de hoofdrollen Mickey Rooney en Judy Garland. De film uit 1940 heeft qua inhoud niets gemeen met de oorspronkelijke musical.
In de loop der tijd is de tekst dikwijls vervangen door een andere tekst, geheel afhankelijk van de politieke situatie. In 1936 heeft Ira de tekst zelfs aangepast voor het football team van UCLA, de Universiteit van Californië, omdat die graag een nieuw clublied wilde hebben.

## Vorm en tempo
Het lied bestaat uit 32 maten en heeft de vorm: A-B. Het tempo is niet te snel, heeft een alla breve maatsoort en staat in Bes majeur.

Het begin van het lied (A-gedeelte):

## Vertolkers[5]
- Count Basie
- Tony Bennett
- Sidney Bechet
- Max Bennett
- Eddie Bert
- Chalie Byrd
- Ray Charles
- Rosemary Clooney
- Scott Hamilton
- Warren Vaché
- Dick Collins
- Buddy DeFranco
- Oscar Peterson
- Ella Fitzgerald
- Red Garland
- Stan Getz
- Quincy Jones
- Don Lansphere
- Elliott Lawrence
- Herbie Mann
- Branford Marsalis
- Whitey Mitchell
- Red Nichols
- Charlie Parker
- André Previn
- Russ Freeman
- Jimmy Raney
- Howard Rumsey
- Stuff Smith
- Sonny Stitt
- Lucky Thompson
- Peter Trunk
- Stu Williamson